# Acronicta xyliniformis
Acronicta xyliniformis là một loài bướm đêm trong họ Noctuidae.